# Вайт-Рівер (Вісконсин)
Вайт-Рівер (англ. White River) — місто (англ. town) в США, в окрузі Ешленд штату Вісконсин. Населення — 1067 осіб (2020).

## Демографія
Згідно з переписом 2010 року, у місті мешкала 921 особа в 289 домогосподарствах у складі 217 родин. Було 355 помешкань
Расовий склад населення:
| - 96,3 % — білих - 0,5 % — корінних американців - 0,2 % — азіатів |

До двох чи більше рас належало 2,6 %. Частка іспаномовних становила 0,5 % від усіх жителів.
За віковим діапазоном населення розподілялося таким чином: 38,7 % — особи молодші 18 років, 52,1 % — особи у віці 18—64 років, 9,2 % — особи у віці 65 років та старші. Медіана віку мешканця становила 28,9 року. На 100 осіб жіночої статі у місті припадало 108,8 чоловіків;  на 100 жінок у віці від 18 років та старших — 98,2 чоловіків також старших 18 років.
Середній дохід на одне домашнє господарство  становив 61 973 долари США (медіана — 51 500), а середній дохід на одну сім'ю — 72 585 доларів (медіана — 64 063). Медіана доходів становила 46 406 доларів для чоловіків та 36 250 доларів для жінок. За межею бідності перебувало 10,9 % осіб, у тому числі 16,4 % дітей у віці до 18 років та 6,0 % осіб у віці 65 років та старших.
Цивільне працевлаштоване населення становило 356 осіб. Основні галузі зайнятості: освіта, охорона здоров'я та соціальна допомога — 24,4 %, будівництво — 22,8 %, сільське господарство, лісництво, риболовля — 13,8 %, виробництво — 7,0 %.